# Jean (cardinal, 1150)
Pour les articles homonymes, voir Jean.
Jean (né en France) est un cardinal français du XIIe siècle. Il est membre de l'ordre de Cluny.

## Biographie
Jean est abbé de l'abbaye de Déols dans l'archidiocèse de Bourges. Le pape Eugène III le crée cardinal lors du consistoire de 1150.